# Estrênua
Estrênua (em latim: Strenua) ou Estrênia (em latim: Strenia), na religião da Roma Antiga, era uma deusa do Ano-Novo, purificação e bem-estar. Ela tinha um santuário (sacelo) e arvoredo (luco) no topo da Via Sacra. O filósofo e antiquário Varrão disse que ela era uma deusa sabina. O estudioso alemão Wilhelm Heinrich Roscher a incluí entre os indigitamentos (indigitamenta), as listas de divindades romanas mantidas por sacerdotes para assegurar que a divindade correta era invocada em rituais públicos. A procissão dos Argeus (Argei) começou no seu santuário.
Em 1° de janeiro, galhos do bosque de Estrênua eram conduzidos em uma procissão até a Cidadela do Capitolino. O rito é referido pela primeira vez ocorrendo no dia de Ano Novo de 153 a.C., ano em que os cônsules começaram a assumir seu cargo no início do ano. Não está claro se isso era sempre realizado nessa data ou se tinha sido transferido esse ano para outro lugar no calendário, talvez o dia do Ano Novo inicial em 1º de março.
Foi dito que o nome Estrênia tem origem da palavra estrenas (em latim: strenae; preservado no francês étrennes e no italiano strenne), os presentes romanos de Ano Novo trocados como bons presságios de uma extensão do rito público:
Quase no início da cidade de Marte, o costume dos presentes de Ano Novo (estrenas) prevaleceu em conta o precedente do rei Tácio, que foi o primeiro a contar os ramos sagrados (verbenas) de uma árvore fértil (felix arbor) no bosque de Strenia como sinais auspiciosos de Ano Novo.
Durante o Principado, estes strenae muitas vezes tomou a forma de dinheiro.
João, o Lídio disse que estrenas era uma palavra sabina para o bem-estar ou de bem-estar (Hígia, em latim Salus). A suposta etimologia sabina pode ou não ser fatual, mas expressa a etnia sabina de Tácio. Santo Agostinho de Hipona disse que Estrênia era a deusa que fazia alguém Estrênuo (Strenuus), "vigoroso, forte."